# Faro di Longships
Il faro di Longships (Longships Lighthouse, in inglese) si trova sullo scoglio di Carn Bras, il più grande del gruppo di scogli detti Longhsips Rocks, al largo del capo di Land's End in Cornovaglia, noto per essere il punto più a sud ovest della Gran Bretagna.

## Storia
Il promontorio di Land's End è circondato di rocce sulle quali numerose navi hanno fatto naufragio, tanto che fino al 1790 gli abitanti della costa trovavano il proprio sostentamento nel saccheggio dei relitti. Per venire incontro alle esigenze di sicurezza dei naviganti, che presentarono una petizione per l'installazione di un faro a Land's End, il 30 giugno 1790 Trinity House ottenne il relativo brevetto e affidò la costruzione e la gestione del faro al tenente Henry Smith stabilendo una locazione per la durata di 50 anni ad un canone annuo di 100 sterline.

### Il primo faro
La torre, progettata dall'architetto e ingegnere britannico Samuel Wyatt, venne costruita sullo scoglio di "Carn Bras", il più grande del gruppo di scoglio denominato "Longships Rock" la cui altezza raggiungeva i 12 metri sopra il livello dell'alta marea. L'edificio aveva pianta circolare ed era internamente suddiviso in tre piani: il più basso conteneva i serbatoi per l'acqua ed il magazzino, il piano intermedio e quello più alto rispettivamente erano la zona giorno e la camera da letto dell'abitazione del guardiano. Al di sopra si trovava la lanterna in legno e rame, 24 metri sopra il livello del mare, che ospitava diciotto lampade Argand con riflettore parabolico disposte su due piani; lastre di lamiera metallica bloccavano la luce in direzione della costa.
Il segnale a luce fissa venne attivato il 29 settembre 1795 ma ben presto Henry Smith fu ritenuto "incapace di gestire il compito" e Trinity House rilevò la gestione del faro concedendone i profitti alla famiglia Smith attraverso la Court of Chancery.

### Il faro attuale
La luce del faro era spesso occultata dalle possenti onde che si abbattevano sugli scogli durante le tempeste, tanto da rendere impossibile riconoscere con certezza la caratteristica del segnale che era inizialmente a luce fissa. Per questo motivo nel 1870 fu incaricato l'ingegnere sir James Douglass, già progettista faro di Hartland Point, di costruire una nuova torre. Le difficoltà furono notevoli, i blocchi di pietra che costituivano il basamento dovettero essere tagliati sulla terraferma e sagomati in modo da combaciare uno con l'altro, poi caricati su imbarcazioni il cui piano di carico era fornito di rulli per facilitarne lo scorrimento, quindi trasportate fino allo scoglio e posizionati mediante una gru: i lavori si protrassero per cinque anni, a causa soprattutto dell'alta marea che consentiva di lavorare per poche ore al giorno. La nuova torre in granito grigio fu ultimata nel 1875, con i suoi 35 metri di altezza, superava di oltre 10 metri la precedente rendendo il segnale visibile anche in presenza di onde molto alte. Già dal 1967 il faro è stato automatizzato ed è ora controllato a distanza dalla centrale operativa di Trinity House ad Harwich.